# Ghajini
Ghajini es una película de 2008 de India dirigida por A. R. Murugadoss y protagonizada por Aamir Khan y Asin Thottumkal.

## Sinopsis
A una estudiante universitaria de medicina Sunita se le prohíbe investigar la curiosa enfermedad de Sanjay Singhania, un rico hombre de negocios dueño de una compañía de teléfonos móviles llamada Air Voice. 
Sanjay es herido en la cabeza con una vara de metal, sobrevive al golpe, pero adquiere amnesia anterógrada debido al trauma de su lesión cerebral. No recuerda nada de lo que pasó más de 15 minutos hacia atrás, aunque con frecuencia tiene flashbacks del asesinato de su novia Kalpana, una joven que salvo 25 a chicas de una banda mafiosa de Ghajini.
Sanjay usa un sistema de notas, tatuajes y fotos para recordar lo que pasaba en cada ciclo, con el propósito de vengarse, con la ayuda de Sunita...

## Elenco
- Aamir Khan como Sanjay Singhania.
- Asin Thottumkal como Kalpana.
- Jiah Khan como Sunita.
- Pradeep Rawat como Ghajini Dharmatra.
- Riyaz Khan como El inspector Arjun.

## Producción
La grabación de la película comenzó en Chennai en mayo de 2007.